# Hemianemia gardnerii
Hemianemia gardnerii là một loài dương xỉ trong họ Anemiaceae. Loài này được Hook. C.F. Reed mô tả khoa học đầu tiên năm 1948.